# Roland Barthes

Roland Barthes

Roland Gérard Barthes (tiếng Pháp: [ʁɔlɑ̃ baʁt]; 12 tháng 11 năm 1915 – 25 tháng 3 năm 1980) là một nhà lý luận văn học, triết gia, nhà ký hiệu học người Pháp. Các ý tưởng của Barthes đã khám phá nhiều lĩnh vực khác nhau và ông đã ảnh hưởng tới sự phát triển của các trường phái lý thuyết bao gồm chủ nghĩa cấu trúc, ký hiệu học, xã hội học, nhân chủng học và chủ nghĩa hậu cấu trúc. Ông được xem như một trí thức hàng đầu ở Pháp thập niên 1960-1970 cùng với những tên tuổi như Foucault, Lacan, hay Claude Lévi-Strauss, có khuynh hướng chính trị thiên tả. Ông giữ một ghế giảng dạy khóa Ký hiệu học văn học ở Collège de France từ năm 1977 cho tới 1980, năm ông chết sau một tai nạn giao thông.